# Fodboldturneringen 1890-91
Fodboldturneringen 1890–91 var den anden sæson af den danske fodboldliga Fodboldturneringen, arrangeret af Dansk Boldspil-Union. Ligaen havde deltagelse af syv hold, der spillede en enkeltturnering alle-mod-alle. I tilfælde af uafgjort blev der spillet forlænget spilletid, og hvis stillingen derefter stadig var uafgjort, blev kampen spillet om.
Turneringen blev ikke spillet færdig, fordi både Haabet, Melchioraner Boldklubben og Olympia trak sig fra turneringen i løbet af foråret 1891. Derudover blev følgende kampe vundet af førstnævnte hold uden kamp (medregnet i stillingen med målscoren 0-0):
- Københavns Boldklub – Melchioraner Boldklubben
- Københavns Boldklub – Olympia
- Østerbros Boldklub – Melchioraner Boldklubben
- Frem – Haabet

Turneringen blev vundet af Kjøbenhavns Boldklub, som dermed vandt ligaen for første gang.

## Resultater
| Nr | Hold                     | K | V | U | T | Mf |   | Mi | +/- | P  |
| -- | ------------------------ | - | - | - | - | -- | - | -- | --- | -- |
| 1  | Kjøbenhavns Boldklub     | 6 | 6 | 0 | 0 | 24 | – | 7  | +17 | 12 |
| 2  | Akademisk Boldklub       | 6 | 5 | 0 | 1 | 45 | – | 5  | +40 | 10 |
| 3  | Østerbros Boldklub       | 6 | 4 | 0 | 2 | 12 | – | 13 | −1  | 8  |
| 4  | Boldklubben Frem         | 6 | 3 | 0 | 3 | 10 | – | 12 | −2  | 6  |
| 5  | Melchioraner Boldklubben | 5 | 1 | 0 | 4 | 12 | – | 16 | −4  | 2  |
| 6  | Boldklubben Haabet       | 4 | 0 | 0 | 4 | 1  | – | 18 | −17 | 0  |
| 6  | Boldklubben Olympia      | 5 | 0 | 0 | 5 | 0  | – | 33 | −33 | 0  |

 K: Kampe spillet, V: Vundne kampe, U: Uafgjorte kampe, T: Tabte kampe, Mf: Mål for, Mi: Mål imod, +/-: Måldifference, P: Point